# Dúo Dinámico
Dúo Dinámico es un dúo musical español aún activo formado en 1958 por Manuel de la Calva y Ramón Arcusa. Se les considera uno de los grupos pioneros y más influyentes del pop español, así como precursores del fenómeno fan en la década de 1960. Entre sus temas más conocidos destacan Quince años tiene mi amor, Quisiera ser, Amor de verano y Resistiré. También fueron compositores y productores para otros artistas, incluyendo la autoría del tema La, la, la con el que Massiel ganó el Festival de Eurovisión 1968 en representación de España.

## Historia

### Primera etapa (1958-1972)
El Dúo Dinámico es un grupo formado en 1958 por Manuel de la Calva (1937-) y Ramón Arcusa (1936-), dos jóvenes de Barcelona que se habían conocido en una fábrica de motores de aviación. Ambos eran aficionados a la música y a raíz de su amistad comenzaron a frecuentar locales de jazz en su ciudad. La primera actuación oficial tuvo lugar el 28 de diciembre de 1958, en el programa «La comarca nos visita» de Radio Barcelona. Aunque habían pensado llamarse The Dynamic Boys, el locutor se negó a usar un nombre inglés y lo tradujo por «Dúo Dinámico».
Después de varias apariciones en la radio, De la Calva y Arcusa dejaron sus empleos en otoño de 1959 para grabar un primer EP de cuatro canciones con Gramófono Odeón (EMI), cuyo primer tema fue Recordándote. Desde el principio, el Dúo Dinámico destacó por un estilo musical propio, tanto en canciones originales como en adaptaciones estadounidenses, que les convertiría en precursores del fenómeno fan juvenil en España. El otro aspecto llamativo fue su cuidada estética, basada en prendas coloridas que contrastaban con los sobrios cantantes de la época. A comienzos de los años 1960 grabarían un total de 36 EP con cuatro temas cada uno, en su mayoría sin título.
Su primer gran éxito a nivel nacional vino con la película Botón de ancla (1961), rodada cuando ambos estaban cumpliendo el servicio militar. En la banda sonora se recogían sus canciones más populares, entre las cuales destaca Quince años tiene mi amor. Después de su estreno, se convertirían en una de las primeras bandas españolas que hizo gira por América Latina. El resto de películas protagonizadas por ellos son Búsqueme a esa chica (1964, junto con Marisol), Escala en Tenerife (1964) y Una chica para dos (1966).
Además, el Dúo Dinámico tuvo un buen desempeño en los festivales de la canción que se celebraban en España por aquel entonces. En 1961 quedaron en segundo lugar del Festival de Benidorm con Quisiera ser. En 1966 se hicieron con el Festival del Mediterráneo gracias a Como ayer, cantada también por Bruno Lomas. Y su mayor triunfo fue la composición de La, la, la, el tema con el que España ganó el Festival de Eurovisión 1968. Aunque su intérprete fue Massiel, la canción estaba compuesta originalmente para Joan Manuel Serrat, amigo personal con el que compartían representante. Sin embargo, la negativa de la dictadura franquista a que Serrat pudiera interpretar una parte en catalán motivó el cambio de cantante.
En 1968 el grupo pasa a llamarse «Manolo y Ramón», con una nueva etapa en la que cambian de registro musical ante el surgimiento de nuevos grupos. A pesar de que no tuvieron el éxito esperado con la nueva denominación, siguieron jugando un papel importante en la música española como productores de nuevos artistas como Miguel Gallardo, Manolo Otero y Camilo Sesto.
El Dúo Dinámico anunció su retirada en 1972 para centrarse en la producción discográfica. Arcusa y De la Calva se convirtieron en los productores de confianza de artistas como José Vélez, Rosa León, Ángela Carrasco, Los Chunguitos y especialmente Julio Iglesias, con quien Arcusa ha trabajado casi en exclusiva desde 1978 hasta 1995.

### Segunda etapa (desde 1978)
En 1978, el Dúo Dinámico se reunió de nuevo con motivo del concierto de presentación de El Periódico de Catalunya. Aunque ambos pensaban seguir trabajando sólo como productores, en 1980 la discográfica EMI puso a la venta un recopilatorio del grupo, 20 éxitos de oro, del que se venden más de 500 000 copias en España y América Latina, razón por la que volverían a los escenarios.
A partir de 1986, firmaron un contrato con Sony Music para grabar tanto reediciones de sus clásicos como nuevas canciones. Del álbum En Forma (1987) destacó especialmente el sencillo Resistiré, compuesto por Carlos Toro Montoro, que fue un éxito de ventas y llegó a ser utilizado en la banda sonora de la película ¡Átame!, del director manchego Pedro Almodóvar. Otros trabajos son Tal Cual (1991) y Pa'lante (1995). 
Con motivo de su 50.º aniversario, publicaron el álbum de homenaje Somos Jóvenes: 50 Años (2011) en el que interpretaban sus mayores éxitos junto con Miguel Ríos, Soledad Giménez, Alaska, Lolita, Andy & Lucas, Carlos Baute, Ana Torroja, Diana Navarro, Los Pecos, Leslie (de Los Sírex) y Santi Carulla (de Los Mustang), Julio Iglesias, y Joan Manuel Serrat. Gracias a ese trabajo recibieron el disco de platino con más de 40 000 copias vendidas.
El Dúo Dinámico es el segundo grupo español (después de Mecano) que ha contado con su propio musical. El 21 de septiembre de 2007 se produjo el estreno de Quisiera ser en el Teatro Nuevo Apolo de Madrid.
En 2016 fueron invitados a participar en el festival Sonorama en Aranda de Duero.

## Discografía esencial

### Singles
- Linda muñeca (1959)
- Recordándote (1959)
- Adán y Eva (1960)
- ¡Oh, Carol! (1960)
- Quince años tiene mi amor (1960)
- Quisiera ser (1961)
- Mari Carmen (1961)
- Exodus (1961)
- Nostalgia (1961)
- La chica de mis sueños (1961)
- Rock de la alegría (1961)
- Poesía en movimiento (1961)
- Las verdes hojas del verano (1961)
- Bailando el twist (1962)
- Balada gitana (1962)
- Somos jóvenes (1962)
- Sueña, ama y canta (1962)
- Quiero (1962)
- Perdóname (1962)
- Ya tiene 17 años (1962)
- Lolita Twist (1962)
- Canción triste (1963)
- Te vi en un sueño (1963)
- Amor de verano (1963)
- Lo nuestro terminó (1963)
- Óyeme (1963)
- Pepe's clan (1963)
- Lamentos de guitarra (1964)
- Escala en Tenerife (1964)
- Yo recordaré (1964)
- Soy tu amor (1964)
- Desilusión (1965)
- Esos ojitos negros (1965)
- El Olé (1965)
- 24 horas cada día (1965)
- 11.000 bikinis (1965)
- El mensaje (1965)
- Como ayer (1965)
- Amor amargo (1966)
- 24 horas cada día (1966)
- Lina (1967)
- El final (1971)
- Aquella melodía (1972)
- Luego que el sol se va (1972)
- Tú vacilándome... y yo esperándote (1986)
- Regálame una noche (1986)
- Mi chica de ayer (1986)
- Resistiré (1988)
- Una segunda oportunidad (1988)
- Presumida (1990)
- Ramona (1992)
- Diana (1993)
- Rogaré (1993)
- Besos (1997)

### LPs
- Dúo Dinámico  (1962)
- Dúo Dinámico  (1963)
- Dúo Dinámico  (1963)
- Los Novios De Marisol  (1964)
- Dúo Dinámico  (1965)
- El Gran Dúo Dinámico  (1965)
- Dinamismo Juvenil  (1967)
- Manolo y Ramón  (1970)
- El Regreso  (1977)
- Duo Dinámico  (1986)
- Interpretan Éxitos Internacionales  (1986)
- En Forma  (1988)
- Con Zapatos Nuevos  (1989)
- Tal Cual  (1991)
- Viva Los 50  (1993)
- P´alante  (1997)
- El Penúltimo Del Dúo Dinámico  (2003)
- Somos Jóvenes: 50 Años  (2011)

## Distinciones

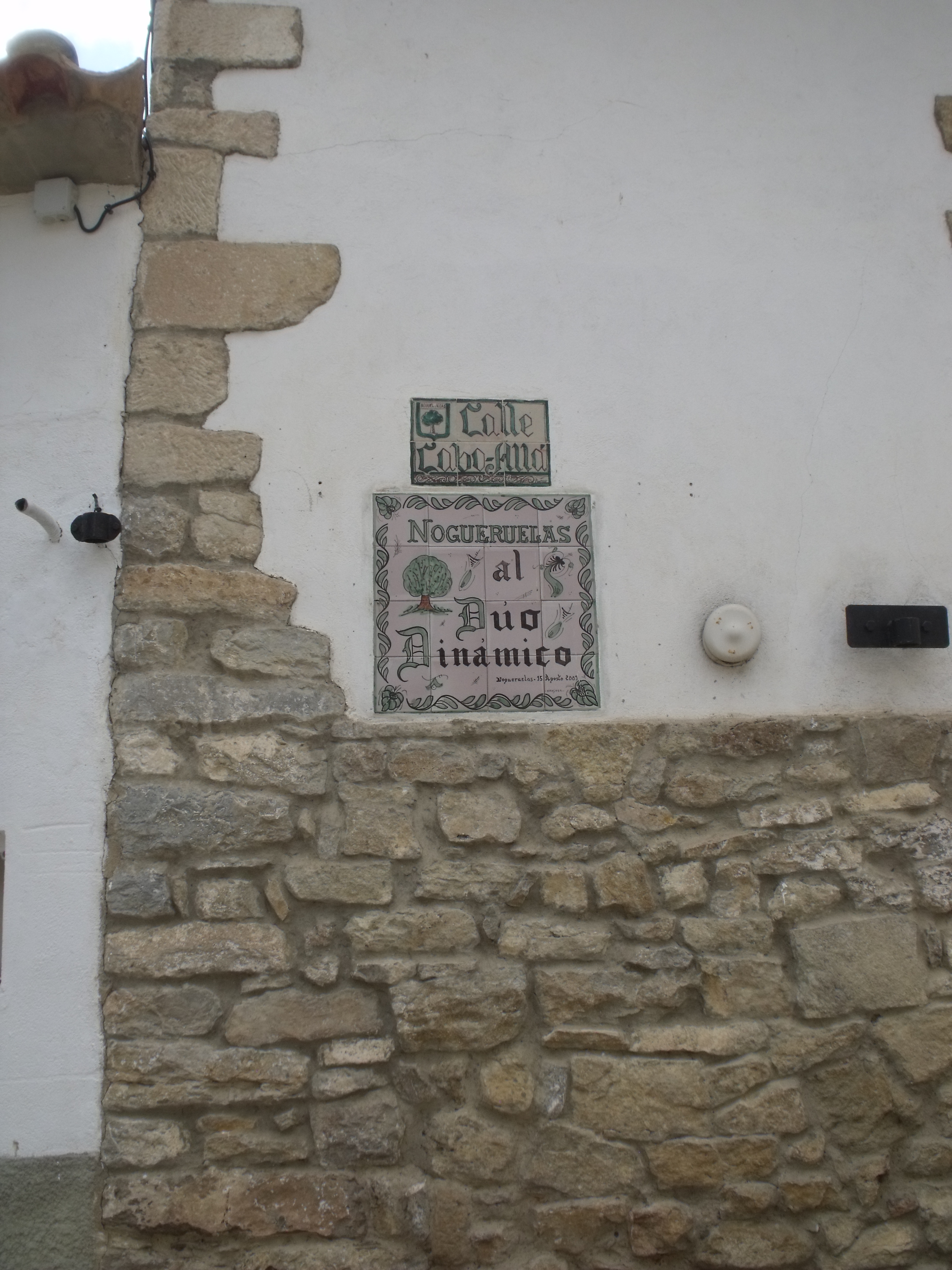
Placa en honor al Dúo Dinámico en Nogueruelas (Teruel)

El Dúo Dinámico ha recibido las siguientes distinciones a lo largo de su carrera:
- Premio de la Música (1999, Sociedad General de Autores y Editores).
- Medalla de Oro al Mérito en el Trabajo (2010, Gobierno de España).
- Micrófono de Oro (2012).[18]
- Premio Grammy Latino de Honor (2014, The Recording Academy).[9]
- Medalla de Honor de la SGAE (2024).[19]